# Brayan Lopez
Brayan Lopez (* 20. Juni 1997 in San Juan de la Maguana) ist ein italienischer Sprinter dominikanischer Herkunft, der sich auf den 400-Meter-Lauf spezialisiert hat.

## Sportliche Laufbahn
Erste internationale Erfahrungen sammelte Brayan Lopez im Jahr 2015, als er bei den Junioreneuropameisterschaften in Eskilstuna über 400 Meter mit 48,78 s in der ersten Runde ausschied und mit der italienischen 4-mal-400-Meter-Staffel die Silbermedaille gewann, wobei er selbst nur im Vorlauf zum Einsatz kam. Im Jahr darauf schied er bei den U20-Weltmeisterschaften in Bydgoszcz im Einzelbewerb mit 47,92 s im Vorlauf aus und wurde mit der Staffel im Finale disqualifiziert. 2017 gelangte er bei den U23-Europameisterschaften ebendort bis in das Halbfinale und schied dort mit 47,23 s aus und verhalf der Staffel zu einem Finaleinzug. 2019 nahm er mit der Staffel an den Halleneuropameisterschaften in Glasgow teil und belegte dort in 3:09,48 min den sechsten Platz. Anschließend gewann er bei den U23-Europameisterschaften in Gävle in 46,16 s die Bronzemedaille über 400 Meter hinter dem Franzosen Fabrisio Saïdy und Cameron Chalmers aus dem Vereinigten Königreich. Zudem wurde er mit der Staffel im Finale disqualifiziert. Im Spätsommer nahm er mit der gemischten Staffel an den Weltmeisterschaften in Doha teil, erreichte dort mit 3:16,52 min aber nicht das Finale. 2021 startete er mit der Staffel bei den Halleneuropameisterschaften in Toruń und belegte dort in 3:07,37 min den fünften Platz. Anfang Mai wurde er bei den World Athletics Relays im polnischen Chorzów in 3:05,11 min Vierter in der 4-mal-400-Meter-Staffel. 
2022 erreichte er bei den Weltmeisterschaften in Eugene das Finale in der Mixed-Staffel und belegte dort in 3:16,45 min den siebten Platz. Zudem verpasste er mit der Männerstaffel mit 3:03,43 min den Finaleinzug. Anschließend gelangte er bei den Europameisterschaften in München mit 3:03,04 min auf Rang acht im Staffelbewerb. 2024 verhalf er der Staffel bei den Europameisterschaften in Rom zum Finaleinzug und trug damit zum Gewinn der Silbermedaille bei.
2022 wurde Lopez italienischer Hallenmeister im 400-Meter-Lauf. 2021 siegte er in der 4-mal-400-Meter-Staffel im Freien sowie 2020 in der Halle.

## Persönliche Bestleistungen
- 400 Meter: 45,81 s, 3. Juli 2022 in La Chaux-de-Fonds
  - 400 Meter (Halle): 46,87 s, 27. Februar 2022 in Ancona